# Teimei
Imperatriz Teimei (em japonês: 貞明皇后; nascida Sadako Kujō; Nishikichō, 25 de junho de 1884 — Tóquio, 17 de maio de 1951) foi imperatriz consorte do Japão como esposa do imperador Taisho e a mãe do imperador Shōwa do Japão. Seu nome póstumo, Teimei, significa "constância iluminada". 

## Biografia
Sadako Kujō nasceu em 25 de junho de 1884 em Tóquio, como a quarta filha do duque Michitaka Kujō, chefe do ramo Kujō do clã Fujiwara. A mãe dela era Ikuko Noma.
Ela se casou com o então príncipe herdeiro Yoshihito em 10 de maio de 1900, com 15 anos de idade. O casal morava no recém-construído Palácio Akasaka, em Tóquio, fora do complexo principal do Palácio Imperial de Tóquio. Quando ela deu à luz um filho, o príncipe Hirohito em 1901, ela foi a primeira esposa oficial de um príncipe herdeiro ou imperador a dar à luz o herdeiro oficial do trono desde 1750. 
Ela se tornou imperatriz quando seu marido subiu ao trono em 30 de julho de 1912. Dada a fraca condição física e mental de seu marido, ela exerceu uma forte influência sobre a vida imperial e foi uma patrocinadora ativa da Sociedade da Cruz Vermelha Japonesa. As relações entre o imperador e a imperatriz eram muito boas, como evidenciado pela falta de interesse do imperador Taishō em tomar concubinas, rompendo assim com centenas de anos de tradição imperial e dando à luz quatro filhos. 
Após a morte do imperador Taishō em 25 de dezembro de 1926, seu título passou a ser o de imperatriz-viúva. Ela se opôs abertamente ao envolvimento do Japão na Segunda Guerra Mundial, o que poderia ter causado conflito com seu filho, Hirohito. Desde 1943, ela também trabalhou nos bastidores com seu terceiro filho, o príncipe Takamatsu, para provocar a queda do primeiro ministro Hideki Tōjō. 
Ela era uma adepta budista que tinha a fé no Sutra de Lótus e orava com as cerimônias rituais xintoístas do Palácio Imperial de Tóquio. 
Ela morreu em 17 de maio de 1951 no Palácio Omiya em Tóquio, com 66 anos, e foi enterrada perto de seu marido, o imperador Taisho, no Cemitério Imperial Musashi em Tóquio. 